# National Independent Soccer Association 2020-2021
La NISA 2020-2021 è stata la seconda edizione della National Independent Soccer Association, terza divisione del campionato statunitense di calcio.
Per l'inizio della stagione si sono iscritti alla NISA due nuovi club, i New York Cosmos ed il New Amsterdam, ma considerando la momentanea sospensione delle attività del San Diego 1904 e dello Stumptown Athletic, il numero di partecipanti per la Fall Season è rimasto a quota 8. In seguito al rientro alle competizioni di questi due club, alla sospensione delle attività degli stessi Cosmos, del passaggio in USL Championship degli Oakland Roots e dell'iscrizione alla lega dei Maryland Bobcats, il numero di club partecipanti alla Spring Season è salito a 9.

## Formula
Il format della stagione è stato sin da subito stravolto a causa della pandemia di COVID-19, per via della quale la lega ha dovuto più volte trovare degli escogitare modalità innovative per portare a termine in sicurezza il campionato. La Fall Season, dopo quattro partite per stabilire il seeding per il sorteggio dei gironi, si è pertanto disputata in un torneo a porte chiuse tenutosi a Detroit. Gli otto club partecipanti sono state suddivisi in due gironi da quattro squadre ciascuna e hanno giocato contro ogni altra squadra presente nel proprio raggruppamento. Al termine delle tre giornate, le due squadre di ogni girone col maggior numero di punti totalizzati (3 per ogni vittoria, 1 per ogni pareggio) si sono qualificati per le semifinali. Nella fase ad eliminazione diretta, i club classificatisi al primo posto del rispettivo raggruppamento hanno affrontato le seconde dell'altro girone. La squadra vincitrice della Fall Season avrebbe, inoltre, avrebbe guadagnato il diritto di ospitare la finale del campionato, da disputare contro il club uscito campione dalla Spring Season.
La successiva Spring Season è stata composta di due parti distinte: la Legends Cup e la stagione regolare. Le squadre vincitrici dei due tornei si sarebbero successivamente affrontate tra di loro per conquistare il titolo di campione della Spring Season e avere così il diritto di sfidare il Detroit City, campione della Fall Season, nella finale del campionato. La Legends Cup è stato un ulteriore torneo organizzato dalla lega in una location singola: disputatosi a Chattanooga, ha visto le 9 squadre partecipanti suddivise in 3 gironi da 3 squadre ciascuno. Dopo che ogni partecipante avesse giocato due partite, una per ogni avversario presente nel proprio gruppo, è stata stilata una classifica complessiva, la quale ha determinato la qualificazione per la fase finale: la prima classificata si è guadagnata l'accesso diretto per la finale, mentre la seconda e la terza si sono affrontate in una semifinale. Le formazioni eliminate si sono sfidate a due a due (quarta contro quinta, sesta contro settima e ottava contro nona) per determinare la classifica finale. A seguito della Legends Cup, e a emergenza coronavirus conclusa, si è tenuta la stagione regolare, nella quale i 9 club si sono affrontati in un girone all'italiana per un totale di 8 giornate.
Al termine di tutto ciò si sono disputati i playoff finali a Detroit. Siccome il Detroit City si era laureato campione, oltre che della Fall Season, anche della Spring Season a seguito delle vittorie della Legends Cup e della stagione regolare, quella che originariamente era stata concepita come finale per la Spring Season è in realtà divenuta una semifinale a tutti gli effetti, contesa tra le seconde classificate delle due competizioni primaverili, il Chattanooga FC ed il Los Angeles Force. La vincitrice di questo scontro, la formazione californiana, ha affrontato poi i padroni di casa in finale sabato 3 luglio, uscendo infine sconfitta.

## Squadre partecipanti
| Club              | Città       | Stato             | Stadio                             | Capienza |
| ----------------- | ----------- | ----------------- | ---------------------------------- | -------- |
| Cal Utd Strikers  | Irvine      | California        | Championship Stadium               | 5.000    |
| Chattanooga FC    | Chattanooga | Tennessee         | Finley Stadium                     | 20.668   |
| Detroit City      | Detroit     | Michigan          | Keyworth Stadium (Hamtramck)       | 7.933    |
| Los Angeles Force | Los Angeles | California        | Jesse Owens Stadium                | 5.000    |
| Maryland Bobcats  | Boyds       | Maryland          | Maryland SoccerPlex                | 4.000    |
| Michigan Stars    | Pontiac     | Michigan          | Ultimate Soccer Arena              | 5.000    |
| New Amsterdam     | New York    | New York          | Hudson Sports Complex (Warwick)    | 5.000    |
| N.Y. Cosmos       | New York    | New York          | Osceola County Stadium (Uniondale) | 5.400    |
| Oakland Roots     | Oakland     | California        | Laney College Football Stadium     | 5.500    |
| San Diego 1904    | San Diego   | California        | Vic Player Stadium                 | 3.700    |
| Stumptown AC      | Matthews    | Carolina del Nord | Sportsplex at Matthews             | 5.000    |

## Fall Season

### Stagione regolare

#### Eastern Conference
| Pos. | Squadra        | Pt | G | V | N | P | GF | GS | DR  |
| ---- | -------------- | -- | - | - | - | - | -- | -- | --- |
| 1.   | Chattanooga FC | 9  | 4 | 3 | 0 | 1 | 8  | 3  | +5  |
| 2.   | Michigan Stars | 8  | 4 | 2 | 2 | 0 | 6  | 2  | +4  |
| 3.   | N.Y. Cosmos    | 5  | 4 | 1 | 2 | 1 | 5  | 4  | +1  |
| 4.   | Detroit City   | 5  | 4 | 1 | 2 | 1 | 3  | 2  | +1  |
| 5.   | New Amsterdam  | 0  | 4 | 0 | 0 | 4 | 1  | 12 | -11 |

#### Western Conference
| Pos. | Squadra           | Pt | G | V | N | P | GF | GS | DR |
| ---- | ----------------- | -- | - | - | - | - | -- | -- | -- |
| 1.   | Oakland Roots     | 4  | 2 | 1 | 1 | 0 | 3  | 1  | +2 |
| 2.   | Cal Utd Strikers  | 1  | 2 | 0 | 1 | 1 | 1  | 1  | 0  |
| 3.   | Los Angeles Force | 0  | 2 | 0 | 0 | 2 | 0  | 2  | -2 |

### Playoff

#### Fase a gironi

##### Girone A
| Squadra        | Pt | G | V | N | P | GF | GS | DR |
| -------------- | -- | - | - | - | - | -- | -- | -- |
| Oakland Roots  | 6  | 3 | 2 | 0 | 1 | 5  | 2  | +3 |
| Detroit City   | 6  | 3 | 2 | 0 | 1 | 6  | 5  | +1 |
| Michigan Stars | 4  | 3 | 1 | 1 | 1 | 4  | 3  | +1 |
| New Amsterdam  | 1  | 3 | 0 | 1 | 2 | 4  | 9  | -5 |

##### Gruppo B
| Squadra           | Pt | G | V | N | P | GF | GS | DR |
| ----------------- | -- | - | - | - | - | -- | -- | -- |
| Los Angeles Force | 6  | 3 | 2 | 0 | 1 | 5  | 5  | 0  |
| Chattanooga FC    | 5  | 3 | 1 | 2 | 0 | 3  | 1  | +2 |
| Cal Utd Strikers  | 4  | 3 | 1 | 1 | 1 | 5  | 4  | -1 |
| N.Y. Cosmos       | 1  | 3 | 0 | 1 | 2 | 1  | 4  | -3 |

#### Fase ad eliminazione diretta

##### Semifinali
| Squadra 1         | Risultato | Squadra 2      |
| ----------------- | --------- | -------------- |
| Oakland Roots     | 3 - 2     | Chattanooga FC |
| Los Angeles Force | 0 - 1     | Detroit City   |

##### Finale
| Squadra 1     | Risultato | Squadra 2    |
| ------------- | --------- | ------------ |
| Oakland Roots | 1 - 2     | Detroit City |

## Spring Season

### NISA Legends Cup

#### Sorteggio
| Girone               | 1                | 2                | 3                 |
| -------------------- | ---------------- | ---------------- | ----------------- |
| Squadre partecipanti | Maryland Bobcats | Detroit City     | Chattanooga FC    |
| Squadre partecipanti | Michigan Stars   | Cal Utd Strikers | Los Angeles Force |
| Squadre partecipanti | San Diego 1904   | Stumptown AC     | New Amsterdam     |

#### Classifica
| Pos. | Squadra           | Pt | G | V | N | P | GF | GS | DR |
| ---- | ----------------- | -- | - | - | - | - | -- | -- | -- |
| 1.   | Chattanooga FC    | 6  | 2 | 2 | 0 | 0 | 7  | 1  | +6 |
| 2.   | Detroit City      | 4  | 2 | 1 | 1 | 0 | 2  | 0  | +2 |
| 3.   | San Diego 1904    | 4  | 2 | 1 | 1 | 0 | 3  | 2  | +1 |
| 4.   | Los Angeles Force | 3  | 2 | 1 | 0 | 1 | 4  | 6  | -2 |
| 5.   | Michigan Stars    | 2  | 2 | 0 | 2 | 0 | 2  | 2  | 0  |
| 6.   | Cal Utd Strikers  | 2  | 2 | 0 | 2 | 0 | 1  | 1  | 0  |
| 7.   | Maryland Bobcats  | 1  | 2 | 0 | 1 | 1 | 2  | 3  | -1 |
| 8.   | Stumptown AC      | 1  | 2 | 0 | 1 | 1 | 1  | 3  | -2 |
| 9.   | New Amsterdam     | 0  | 2 | 0 | 0 | 2 | 2  | 6  | -4 |

Legenda:
      Qualificata direttamente per la finale della Legends Cup.
      Ammesse alle semifinali della Legends Cup.

#### Fase finale

##### Finaline di consolazione
| Squadra 1         | Risultato | Squadra 2        |
| ----------------- | --------- | ---------------- |
| Stumptown AC      | 1 - 0     | New Amsterdam    |
| Cal Utd Strikers  | 3 - 2     | Maryland Bobcats |
| Los Angeles Force | 0 - 2     | Michigan Stars   |

##### Semifinale
| Squadra 1    | Risultato | Squadra 2      |
| ------------ | --------- | -------------- |
| Detroit City | 1 - 0     | San Diego 1904 |

##### Finale
| Squadra 1      | Risultato | Squadra 2    |
| -------------- | --------- | ------------ |
| Chattanooga FC | 0 - 3     | Detroit City |

### Stagione regolare
| Pos. | Squadra           | Pt | G | V | N | P | GF | GS | DR  |
| ---- | ----------------- | -- | - | - | - | - | -- | -- | --- |
| 1.   | Detroit City      | 20 | 8 | 6 | 2 | 0 | 14 | 3  | +11 |
| 2.   | Los Angeles Force | 18 | 8 | 6 | 0 | 2 | 11 | 6  | +5  |
| 3.   | Stumptown AC      | 15 | 8 | 4 | 3 | 1 | 8  | 4  | +4  |
| 4.   | Cal Utd Strikers  | 13 | 8 | 4 | 1 | 3 | 12 | 10 | +2  |
| 5.   | Maryland Bobcats  | 11 | 8 | 3 | 2 | 3 | 9  | 8  | +1  |
| 6.   | Chattanooga FC    | 8  | 8 | 2 | 2 | 4 | 6  | 8  | -2  |
| 7.   | San Diego 1904    | 7  | 8 | 2 | 1 | 5 | 8  | 17 | -9  |
| 8.   | Michigan Stars    | 5  | 8 | 1 | 2 | 5 | 5  | 12 | -7  |
| 9.   | New Amsterdam     | 4  | 8 | 1 | 1 | 6 | 5  | 10 | -5  |

Legenda:
      Qualificata direttamente per la finale dei playoff.
      Ammesse alle semifinali dei playoff.

## Playoff

### Semifinale
| Squadra 1      | Risultato | Squadra 2         |
| -------------- | --------- | ----------------- |
| Chattanooga FC | 2 - 3     | Los Angeles Force |

### Finale
| Squadra 1    | Risultato | Squadra 2         |
| ------------ | --------- | ----------------- |
| Detroit City | 1 - 0     | Los Angeles Force |

## Verdetti
- Detroit City Campione NISA
- Detroit City Campione Fall Season
- Detroit City Campione Legends Cup
- Detroit City Campione Spring Season